# Métrodore (grammairien)
Pour les articles homonymes, voir Métrodore.
Métrodore ou Metrodorus en latin (en grec, Μητρόδωρος), floruit circa VIe siècle, est un grammairien et mathématicien grec. Il a recueilli des épigrammes qui se trouvent dans l’Anthologie grecque.

## Biographie
Les historiens ne savent rien de sa vie. Il peut avoir vécu au IIIe siècle, mais il est plus certain qu'il a vécu à l'époque des empereurs byzantins Anastase Ier et Justin Ier, au début du VIe siècle,.
Son nom est connu par les 45 épigrammes comprises dans le livre 14 de l’Anthologie grecque. Il a peut-être rédigé quelques épigrammes, mais il a surtout recueilli la plupart des énigmes mathématiques, certaines étant déjà connues avant le Ve siècle av. J.-C. Plusieurs peuvent être résolues grâce à des équations simples (selon les connaissances modernes) ; ils ressemblent aux épigrammes contenus dans le papyrus Rhind (XVIIe siècle av. J.-C.). 
Métrodore a rapporté ces énigmes mathématiques :
- 23 équations à une seule inconnue, dont l'un révèle l'âge de Diophante[5],[6],[7]
- 12 sont des systèmes d'équations linéaires à deux inconnues
- 1 seul mène à un système d'équations linéaires à trois inconnues[8]
- 6 concernent le vidage et le remplissage de vaisseaux à l'aide de tuyaux.